# Frank Paschek
Frank Paschek (Bad Doberan, 25 giugno 1956) è un ex lunghista tedesco.

## Carriera
All'apice della carriera vinse la medaglia d'argento nel salto in lungo, specialità preparata in carriera, alle Olimpiadi di Mosca 1980.

## Palmarès
| Anno | Manifestazione  | Sede  | Evento         | Risultato | Prestazione | Note |
| ---- | --------------- | ----- | -------------- | --------- | ----------- | ---- |
| 1980 | Giochi olimpici | Mosca | Salto in lungo | Argento   | 8,21 m      |      |